# Puka Nacua
Makea Nacua (Provo, Utah; 29 de mayo de 2001), más conocido como Puka Nacua, es un jugador profesional estadounidense de fútbol americano, se desempeña en la posición de wide receiver en Los Angeles Rams, en la National Football League (NFL). Jugó al futbol universitario en BYU después de pasar por los Washington Huskies. Fue seleccionado por los Rams en la quinta ronda del Draft de la NFL de 2023 en la selección global número 177. En su año de novato estableció nuevos récords de recepciones y número de yardas por recepción y fue nominado al segundo equipo All-Pro de la Pro Bowl. 

## Inicios
Puka tiene ascendencia samoana, hawaiiana y portuguesa. El apodo de "Puka" se lo pusieron al poco de nacer y significa "regordete samoano". Creció en Provo, Utah, y asistió a Orem High School en Orem, Utah. Puka finalizó su carrera en secundaria con 260 recepciones, 5226 yardas de recepción y 58 touchdowns de recepción, todos ellos récords del estado de Utah. Fue nombrado Jugador de instituto del año en Polinesia en 2018.

## Carrera

### Universidad

#### Washington
Nacua comenzó su carrera universitaria en Washington. Jugó en los primeros ocho partidos de su temporada de primer año y capturó siete pases para 168 yardas y dos touchdowns antes de sufrir una fractura en el pie. Nacua tuvo nueve recepciones para 151 yardas y un touchdown en tres partidos durante la temporada 2020, acortada por la COVID-19.

#### Brigham Young University
Nacua fue transferido a BYU para la temporada 2021. En su primera temporada, atrapó 43 pases para 805 yardas y seis touchdowns. Tuvo cuatro partidos superando la marca de las 100 yardas en la temporada 2021.
El 15 de octubre de 2022, contra Arkansas, consiguió ocho recepciones para 141 yardas y un touchdown de recepción junto con dos touchdowns de carrera. El 5 de noviembre, en una victoria sobre Boise State, tuvo 14 recepciones para 157 yardas y dos touchdowns incluyendo el touchdown ganador del partido en cuarta y gol para poner a BYU al frente 31-28 a falta de 32 segundos para el final del partido. En la temporada 2022, tuvo 48 recepciones para 625 yardas de recepción y cinco touchdowns. También fue utilizado ampliamente en el juego de carrera, corriendo con el balón 39 veces para 357 yardas (un promedio de 9,2 yardas por carrera) y anotando cinco touchdowns por tierra durante sus dos temporadas en BYU.

### Profesional
Nacua fue seleccionado por Los Angeles Rams de la Liga Nacional de Fútbol Americano (NFL) en la quinta ronda, 177.º global, del draft de la NFL de 2023.
Nacua debutó como titular con los Rams el 10 de septiembre de 2023, contra los Seattle Seahawks en Seattle. Los Seahawks eran los grandes favoritos porque los Rams venían de una temporada 2022 plagada de lesiones y el equipo no contaba con el receptor estrella Cooper Kupp, quien había sido dejado al margen por una lesión en el tendón de la corva. A pesar de esto, Nacua fue una pieza formidable de la ofensiva del equipo, haciendo 10 recepciones para 119 yardas en su debut, cuando los Rams vencieron a los Seahawks 30-13. Aunque en un principio su participación en el segundo partido se puso en duda por una lesión en las costillas, Nacua batió el récord de un solo partido de la NFL de recepciones por un novato al atrapar 15 pases para 147 yardas en una derrota 30-23 ante los San Francisco 49ers. Las 25 recepciones en sus dos primeros partidos fueron otro récord de novato, superando la marca de 19 de Earl Cooper, de 43 años, y también se convirtió en el primer jugador en registrar más de 10 recepciones y más de 100 yardas en cada uno de sus dos primeros partidos en la NFL.
En un partido de la Semana 4 contra los Indianapolis Colts, Nacua tuvo nueve recepciones para 163 yardas. Nacua consiguió su primer touchdown de la NFL en tiempo extra con una recepción de 22 yardas para vencer a los Colts 29-23. Durante un partido de la Semana 7 contra los Pittsburgh Steelers, Nacua terminó con 154 yardas de recepción en ocho recepciones mientras los Rams perdían 17-24. Contra los Cleveland Browns en la Semana 13, Nacua superó las 1.000 yardas de recepción en el año con una recepción de touchdown de 70 yardas mientras los Rams ganaban 36-19. En la Semana 16 contra los New Orleans Saints en el Thursday Night Football, Nacua atrapó nueve pases para 164 yardas con un touchdown y corrió dos veces para 16 yardas y fue nombrado Jugador Ofensivo de la Semana de la NFC. Contra los New York Giants en la Semana 17, Nacua atrapó cinco pases para 118 yardas, incluyendo una recepción y carrera de 80 yardas en la que marcó un touchdown en la victoria 26-25 de los Rams. Terminó la temporada con 105 recepciones para 1.486 yardas, estableciendo nuevos récords de la NFL para novatos en recepciones totales (superando la marca anterior de 104 establecida por Jaylen Waddle en 2021) y yardas totales de recepción (superando la marca anterior de 1.473 establecida por Bill Groman en 1960). En el primer partido de playoffs de su carrera, Nacua atrapó nueve pases para 181 yardas, incluido un touchdown de 50 yardas en la derrota de los Rams por 24-23 ante los Detroit Lions en la ronda de wildcard de la NFC. Estableción el récord de yardas de recepción en un solo partido establecido en 160 por DK Metcalf en 2019.